# Luigi Giacobbe
Luigi Giacobbe (Bosco Marengo, 1º gennaio 1907 – Novi Ligure, 1º dicembre 1995) è stato un ciclista su strada italiano.
Professionista dal 1926 al 1936, vinse una tappa al Giro d'Italia 1931.

## Carriera
Professionista dal 1926 al 1936, corse per la milanese Wolsit-Pirelli e l'alessandrina Maino. I suoi principali successi furono la vittoria al Giro del Penice nel 1928 e la Ventimiglia-Genova e la Tre Valli Varesine nel 1931. Partecipò a dieci edizioni del Giro d'Italia tra il 1927 e il 1936, vincendo la tappa di Cuneo nel 1931 e concludendo per cinque volte tra i primi 10: secondo nel 1930 e nel 1931, quinto nel 1929, nono nel 1927 e nel 1934. Partecipò anche a tre edizioni del Tour de France: 1931, 1933 e 1935.

## Palmarès
- 1928 (Wolsit-Pirelli, una vittoria)

Giro del Penice
- 1931 (Maino, tre vittorie)

Ventimiglia-Genova
Tre Valli Varesine
10ª tappa Giro d'Italia (Genova > Cuneo)

## Piazzamenti

### Grandi Giri
- Giro d'Italia

1927: 9º
1929: 5º
1930: 2º
1931: 2º
1932: 12º
1933: ritirato
1934: 9º
1935: 30º
1936: 21º
- Tour de France

1931: ritirato (10ª tappa)
1933: 28º
1935: ritirato (15ª tappa)

### Classiche monumento
- Milano-Sanremo

1928: 5º
1930: 7º
1931: 17º
1936: 20º
- Giro di Lombardia

1927: 5º
1930: 8º
1934: 17º
1935: 24º